# Ffestiniog Railway
| Bahnhof Tan-y-Bwlch, um 1900 |                           |                                                        |                                                       |
| Streckenlänge: | 21,93 km                  |                                                        |                                                       |
| Spurweite: | 597 mm (Schmalspur)       |                                                        |                                                       |
| Maximale Neigung: | 13 ‰                      |                                                        |                                                       |
| Minimaler Radius: | 56 m                      |                                                        |                                                       |
| |                           |                                                        |                                                       |
| Erstbetrieb: | 1836–1. August 1946       |                                                        |                                                       |
| Wiederinbetriebnahme: | 1955–1982                 |                                                        |                                                       |
| Betreiber: | Festiniog Railway Company |                                                        |                                                       |
| \| \| 0,0 \| Porthmadog Welsh Highland Railway (1923–1937, ab 2009) \| 4 m ü. M \| \| \| \| The Cob (Deich über die Glaslyn-Mündung) \| \| \| \| \| (Länge 1,2 km) \| \| \| \| \| Boston Lodge Depot und Betriebswerkstätte \| \| \| \| 1,71 \| Boston Lodge Halt \| Boston Lodge Halt \| \| \| \| Rhiw Plas Bridge \| \| \| \| \| Minffordd Junction Gbf \| \| \| \| \| Cambrian Line \| \| \| \| 3,31 \| Minffordd Anschlussbf zur Cambrian Line \| 24 m ü. M. \| \| \| \| A487 \| \| \| \| \| \| \| \| \| 4,99 \| Penrhyn \| Penrhyn \| \| \| 6,76 \| Rhiw Goch \| Rhiw Goch \| \| \| \| Cei Mawr \| \| \| \| \| (höchster steinerner Bahndamm 19 m) \| \| \| \| 10,04 \| Plas Halt \| 114 m ü. M. \| \| \| \| Hafod-y-Llyn 1836–1873 \| \| \| \| \| Gusseiserne Brücke von 1854, A4410 \| \| \| \| 11,97 \| Tan-y-Bwlch (Endpunkt 1958–1968) \| 129 m ü. M. \| \| \| \| Garnedd Tunnel (55 m) \| \| \| \| 13,7 \| Coed y Bleiddiau (Bedarfshalt) \| Coed y Bleiddiau (Bedarfshalt) \| \| \| 14,62 \| Campbell’s Platform \| Campbell’s Platform \| \| \| 15,37 \| Dduallt (Endpunkt April 1968–Juni 1978) \| 172 m ü. M. \| \| \| \| Neubaustrecke mit Kreiskehrschleife \| \| \| \| \| Abzweigung ehemalige Strecke \| \| \| \| \| New Moelwyn Tunnel (262 m) \| \| \| \| \| Neubaustrecke 1965–1978 oberhalb \| \| \| \| \| des Tanygrisiau-Stausees errichtet \| \| \| \| 18,3 \| Llyn Ystradau (Endpunkt Juni 1977–Juni 1978) \| Llyn Ystradau (Endpunkt Juni 1977–Juni 1978) \| \| \| \| Einmündung ursprüngliche Trasse \| \| \| \| 19,51 \| Tanygrisiau (Endpunkt Juni 1978–Mai 1982) \| 195 m ü. M. \| \| \| \| Cwmorthin Road \| \| \| \| \| Glan-y-Pwll Depot in Blaenau Ffestiniog \| \| \| \| \| nach Dinas (nördlicher von zwei Endpunkten 1865–1870) \| \| \| \| 21,42 \| Blaenau Ffestiniog (LNWR) zur LNWR \| Blaenau Ffestiniog (LNWR) zur LNWR \| \| \| 21,93 \| Blaenau Ffestiniog (GWR) zur GWR (Endpunkt 1931–1939) \| Blaenau Ffestiniog (GWR) zur GWR (Endpunkt 1931–1939) \| \| \| \| Festiniog and Blaenau Railway, 1868–1883 \| \| \| \| 21,93 \| Blaenau Ffestiniog Endpunkt ab 1982, zur British Rail \| 221 m ü. M. \| \| \| 22,43 \| Duffws (Südlicher Endpunkt 1866–1931) \| Duffws (Südlicher Endpunkt 1866–1931) \| \| \| \| \| \| \| Quellen: [1] \| \| \| \| |                           |                                                        |                                                       |
| Kopfbahnhof Strecke bis hier außer Betrieb | 0,0                       | Porthmadog Welsh Highland Railway (1923–1937, ab 2009) | 4 m ü. M                                              |
| |                           | The Cob (Deich über die Glaslyn-Mündung)               |                                                       |
| |                           | (Länge 1,2 km)                                         |                                                       |
| Dienststation / Betriebs- oder Güterbahnhof |                           | Boston Lodge Depot und Betriebswerkstätte              | Boston Lodge Depot und Betriebswerkstätte             |
| Haltepunkt / Haltestelle | 1,71                      | Boston Lodge Halt                                      | Boston Lodge Halt                                     |
| Strecke mit Straßenbrücke |                           | Rhiw Plas Bridge                                       | Rhiw Plas Bridge                                      |
| Dienststation / Betriebs- oder Güterbahnhof |                           | Minffordd Junction Gbf                                 | Minffordd Junction Gbf                                |
| Kreuzung geradeaus oben |                           | Cambrian Line                                          | Cambrian Line                                         |
| Bahnhof | 3,31                      | Minffordd Anschlussbf zur Cambrian Line                | 24 m ü. M.                                            |
| Brücke |                           | A487                                                   | A487                                                  |
| Brücke |                           |                                                        |                                                       |
| Haltepunkt / Haltestelle | 4,99                      | Penrhyn                                                | Penrhyn                                               |
| Haltepunkt / Haltestelle | 6,76                      | Rhiw Goch                                              | Rhiw Goch                                             |
| |                           | Cei Mawr                                               |                                                       |
| |                           | (höchster steinerner Bahndamm 19 m)                    |                                                       |
| Haltepunkt / Haltestelle | 10,04                     | Plas Halt                                              | 114 m ü. M.                                           |
| ehemaliger Bahnhof |                           | Hafod-y-Llyn 1836–1873                                 | Hafod-y-Llyn 1836–1873                                |
| Brücke |                           | Gusseiserne Brücke von 1854, A4410                     | Gusseiserne Brücke von 1854, A4410                    |
| Bahnhof | 11,97                     | Tan-y-Bwlch (Endpunkt 1958–1968)                       | 129 m ü. M.                                           |
| Tunnel |                           | Garnedd Tunnel (55 m)                                  | Garnedd Tunnel (55 m)                                 |
| Haltepunkt / Haltestelle | 13,7                      | Coed y Bleiddiau (Bedarfshalt)                         | Coed y Bleiddiau (Bedarfshalt)                        |
| Haltepunkt / Haltestelle | 14,62                     | Campbell’s Platform                                    | Campbell’s Platform                                   |
| Haltepunkt / Haltestelle | 15,37                     | Dduallt (Endpunkt April 1968–Juni 1978)                | 172 m ü. M.                                           |
| Strecke von rechts und von rechts |                           | Neubaustrecke mit Kreiskehrschleife                    | Neubaustrecke mit Kreiskehrschleife                   |
| Strecke von links (außer Betrieb) · Abzweig geradeaus und ehemals nach rechts |                           | Abzweigung ehemalige Strecke                           | Abzweigung ehemalige Strecke                          |
| Strecke (außer Betrieb) · Tunnel |                           | New Moelwyn Tunnel (262 m)                             | New Moelwyn Tunnel (262 m)                            |
| Tunnelanfang (Strecke außer Betrieb) · Strecke |                           | Neubaustrecke 1965–1978 oberhalb                       | Neubaustrecke 1965–1978 oberhalb                      |
| Tunnelende (Strecke außer Betrieb) · Strecke |                           | des Tanygrisiau-Stausees errichtet                     | des Tanygrisiau-Stausees errichtet                    |
| Strecke (außer Betrieb) · ehemaliger Haltepunkt / Haltestelle | 18,3                      | Llyn Ystradau (Endpunkt Juni 1977–Juni 1978)           | Llyn Ystradau (Endpunkt Juni 1977–Juni 1978)          |
| Strecke nach links (außer Betrieb) · Abzweig geradeaus und ehemals von rechts |                           | Einmündung ursprüngliche Trasse                        | Einmündung ursprüngliche Trasse                       |
| Bahnhof | 19,51                     | Tanygrisiau (Endpunkt Juni 1978–Mai 1982)              | 195 m ü. M.                                           |
| Brücke |                           | Cwmorthin Road                                         | Cwmorthin Road                                        |
| Dienststation / Betriebs- oder Güterbahnhof |                           | Glan-y-Pwll Depot in Blaenau Ffestiniog                | Glan-y-Pwll Depot in Blaenau Ffestiniog               |
| Abzweig geradeaus und ehemals nach links |                           | nach Dinas (nördlicher von zwei Endpunkten 1865–1870)  | nach Dinas (nördlicher von zwei Endpunkten 1865–1870) |
| ehemaliger Bahnhof | 21,42                     | Blaenau Ffestiniog (LNWR) zur LNWR                     | Blaenau Ffestiniog (LNWR) zur LNWR                    |
| ehemaliger Bahnhof | 21,93                     | Blaenau Ffestiniog (GWR) zur GWR (Endpunkt 1931–1939)  | Blaenau Ffestiniog (GWR) zur GWR (Endpunkt 1931–1939) |
| Abzweig geradeaus und ehemals nach rechts |                           | Festiniog and Blaenau Railway, 1868–1883               | Festiniog and Blaenau Railway, 1868–1883              |
| Kopfbahnhof Strecke ab hier außer Betrieb | 21,93                     | Blaenau Ffestiniog Endpunkt ab 1982, zur British Rail  | 221 m ü. M.                                           |
| Kopfbahnhof Streckenende (Strecke außer Betrieb) | 22,43                     | Duffws (Südlicher Endpunkt 1866–1931)                  | Duffws (Südlicher Endpunkt 1866–1931)                 |
| |                           |                                                        |                                                       |
| Quellen: |                           |                                                        |                                                       |

Die Ffestiniog Railway (Rheilffordd Ffestiniog in walisischer Sprache) ist eine Schmalspurbahn mit einer Spurweite von 1 ft 11½ in (597 mm), nominell 1 ft 11 5/8 in (600 mm), im walisischen County Gwynedd. Gegründet 1832, ist sie die älteste aktive Schmalspurbahn und zugleich älteste noch existierende private Eisenbahngesellschaft weltweit.

## Geschichte

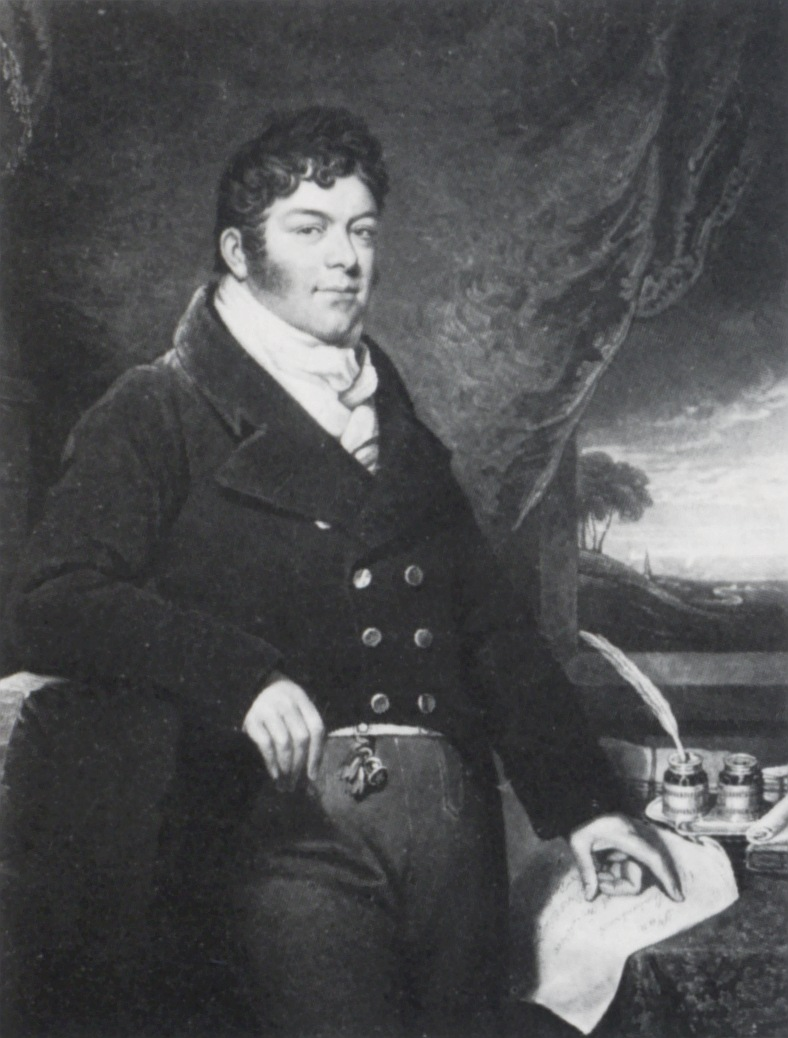
W. A. Madocks, ca. 1812

Mit dem Wachstum der Städte Europas während der Industriellen Revolution stieg auch der Bedarf an feuerfestem Dachmaterial. Schiefer hatte sich zu diesem Zweck bestens bewährt: Wales hatte eine lange Tradition im Schieferabbau, da sich mächtige Lagerstätten insbesondere in Snowdonia in Nordwales fanden. Dies führte Anfang des 19. Jahrhunderts zum Entstehen zahlreicher lokaler Bergbauzentren, so auch in Blaenau Ffestiniog, ca. 20 km von der Küste entfernt. Die zerbrechlichen Schieferplatten wurden mit Packtieren und Fuhrwerken zu Tal gebracht, auf kleine Flussboote auf dem Dwyryd umgeladen und an der Küste auf seetaugliche Schiffe verladen.
Zur gleichen Zeit arbeitete Wiliam Alexander Madocks, Parlamentsabgeordneter für Boston, an der Küste Snowdonias an einem umfangreichen Landgewinnungsprojekt: Durch die Errichtung eines Deiches wurde das Mündungsdelta des Flusses Glaslyn vom Meer abgetrennt. Dieser Deich, das Treath Mawr Embankment oder kurz „the Cob“ genannt, war 1811 fertiggestellt. Am nördlichen Ende des Dammes gründete Madocks den Ort Porthmadog und ließ dort einen Hafen anlegen. Die Straße über den Deich war eine willkommene Abkürzung, musste doch zuvor ein weiter Umweg um die Glaslyn-Mündung herum genommen werden.

### Die Pferdebahn

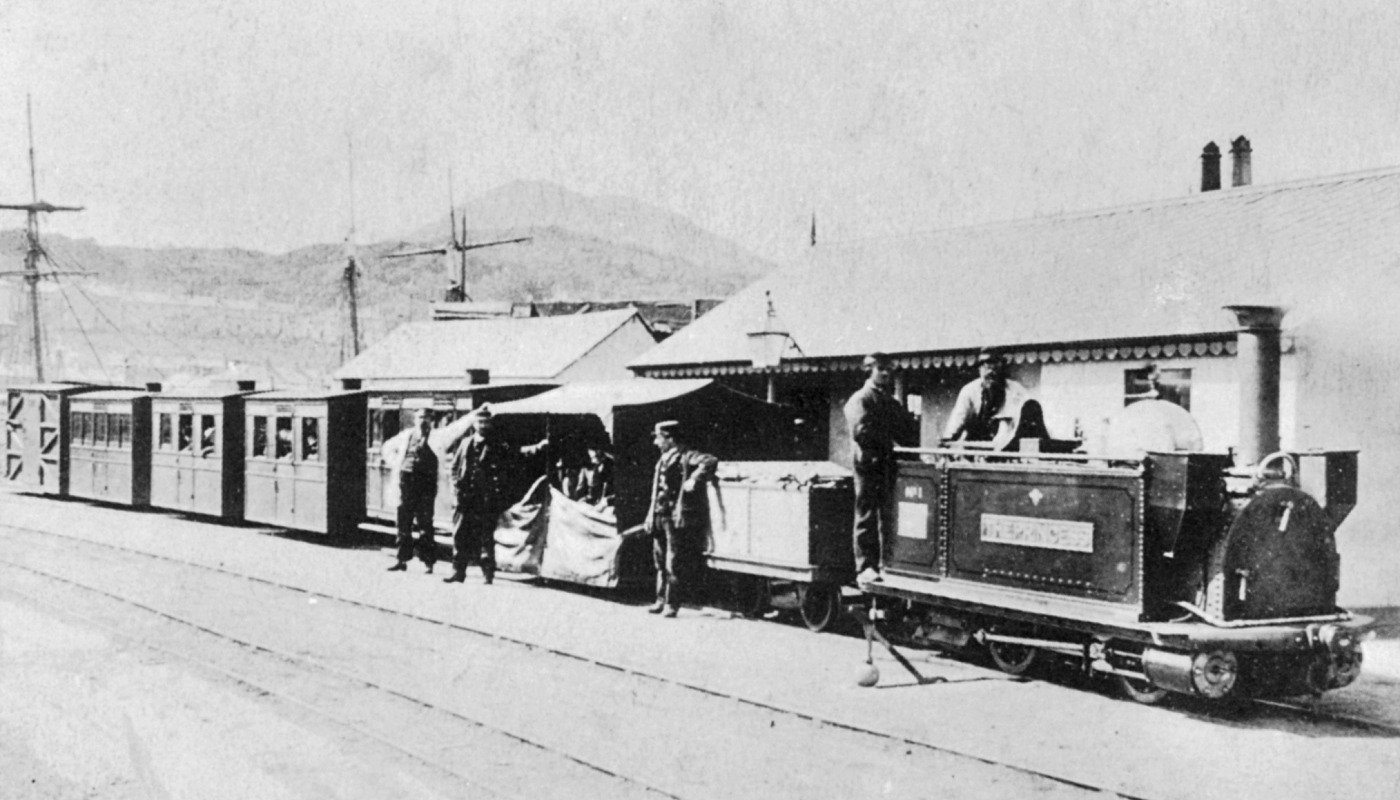
Personenzug mit Lok The Princess in Porthmadog, ca. 1870

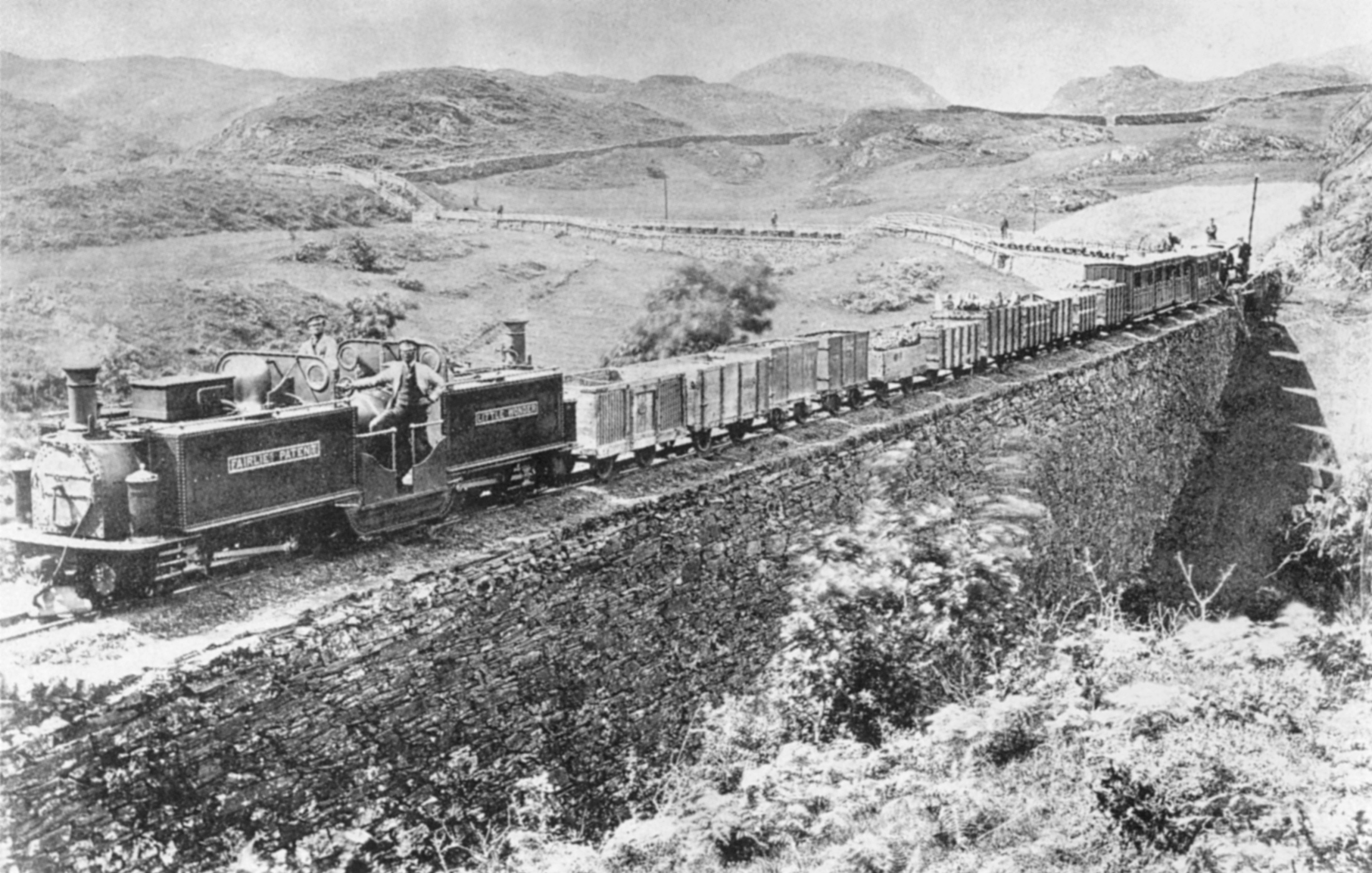
Die erste Double-Fairlie Little Wonder mit einem langen Güterzug

Die Transportmittel erwiesen sich dennoch weiterhin als limitierender Faktor in der Schieferproduktion. Samuel Holland, Besitzer einer Mine bei Blaenau Ffestiniog, konnte 1829 den Dubliner Geschäftsmann Henry Archer davon überzeugen, in ein Projekt zur Erschließung seiner Mine durch eine Pferdebahn zu investieren, das am 23. Mai 1832 per Parlamentsbeschluss genehmigt wurde (vergleichbar der Erteilung einer Konzession). Am 26. Februar 1833 wurde der Grundstein für die Bahngesellschaft gelegt. Der amtliche Titel, den das Unternehmen formal auch heute noch trägt, lautete „Festiniog Railway Company“ – mit nur einem „F“ – jedoch hat sich die walisische Schreibweise als Name der Bahn langfristig durchgesetzt.
Man wählte eine Spurweite von 1 ft 11½ in, die bereits in den Minen zur Anwendung gekommen war. Spurweiten von ungefähr 2 Fuß (bzw. ca. 60 cm) hatten sich im Bergbau bereits gut bewährt: Einerseits war der Abstand zwischen den Schienen breit genug für ein Pferd, andererseits war er ausreichend schmal für enge Stollen und kleinste Bogenradien. Die Trassierung der Bahn wurde von dem Landvermesser James Spooner ausgearbeitet, der die Linienführung so anlegte, dass vom Ausgangspunkt in den Bergen bis an die Küste ein konstantes Gefälle vorhanden war. Dabei vermied er bis auf eine Ausnahme, die schon frühzeitig durch einen Tunnel ersetzt wurde, den Einsatz von Schrägaufzügen, die den Betrieb verkompliziert hätten. Der unterste Streckenabschnitt führte über den Deich in den Hafen von Porthmadog.
Die beladenen Züge konnten dank dieser Linienführung ausschließlich durch die Schwerkraft zu Tal gebracht werden. Gebremst wurden die Züge durch die Bremser, die auf je zwei mit Bremsen ausgestatteten Loren pro Garnitur mitfuhren. Bergauf wurden Arbeitspferde als Zugtiere für die Leerwagenzüge verwendet, die bei der Talfahrt in eigenen Waggons, den so genannten „Dandy Wagons“ mitgenommen wurden. Eine Talfahrt dauerte auf der 13,5 Meilen (ca. 21,5 km) langen Strecke etwa 90 Minuten bis zwei Stunden, für die Bergfahrt benötigten die Pferde etwa sechs Stunden. Der Fahrplan sah pro Tag sechs Züge je Richtung vor, die in vier Einheiten zu je acht Loren und einem Dandy Wagon aufgeteilt waren.
Dieser Fahrplan ermöglichte eine jährliche Beförderungskapazität von maximal 70.000 Tonnen verarbeiteter Schieferplatten.

### Dampfbetrieb

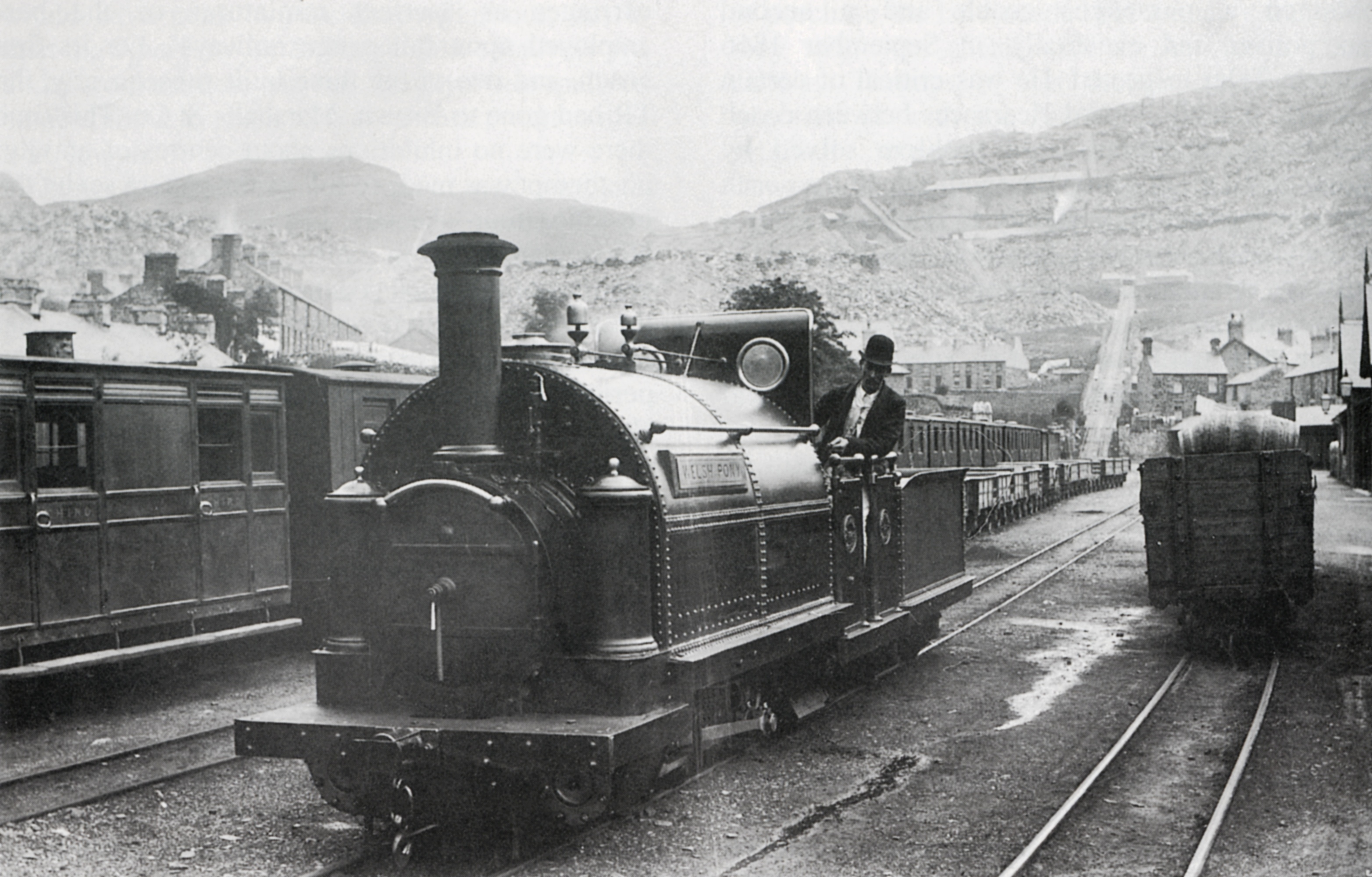
Welsh Pony, eine der „Large Englands“ mit Satteltank

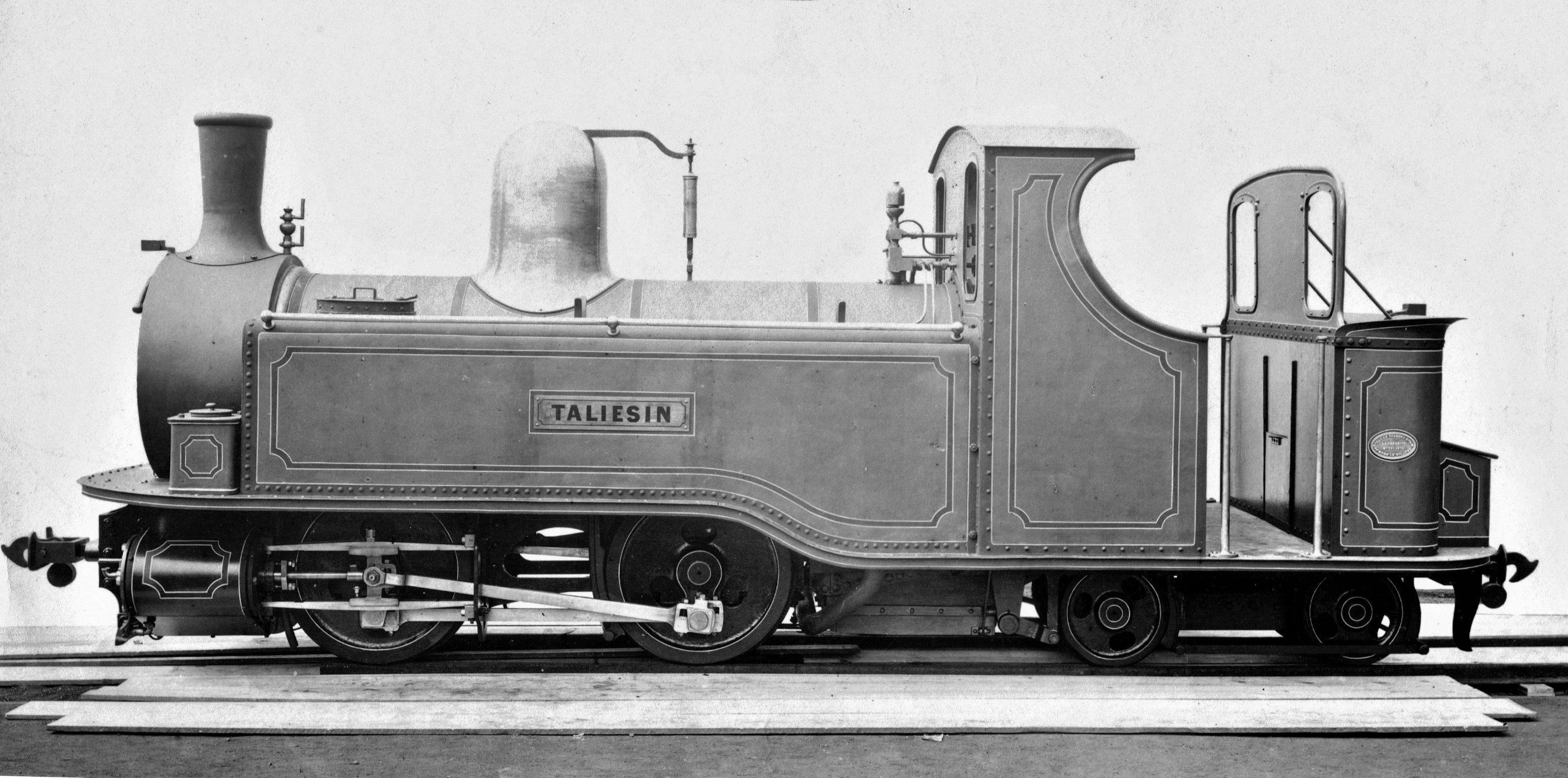
Werksfotografie der Single-Fairlie Taliesin (1876)

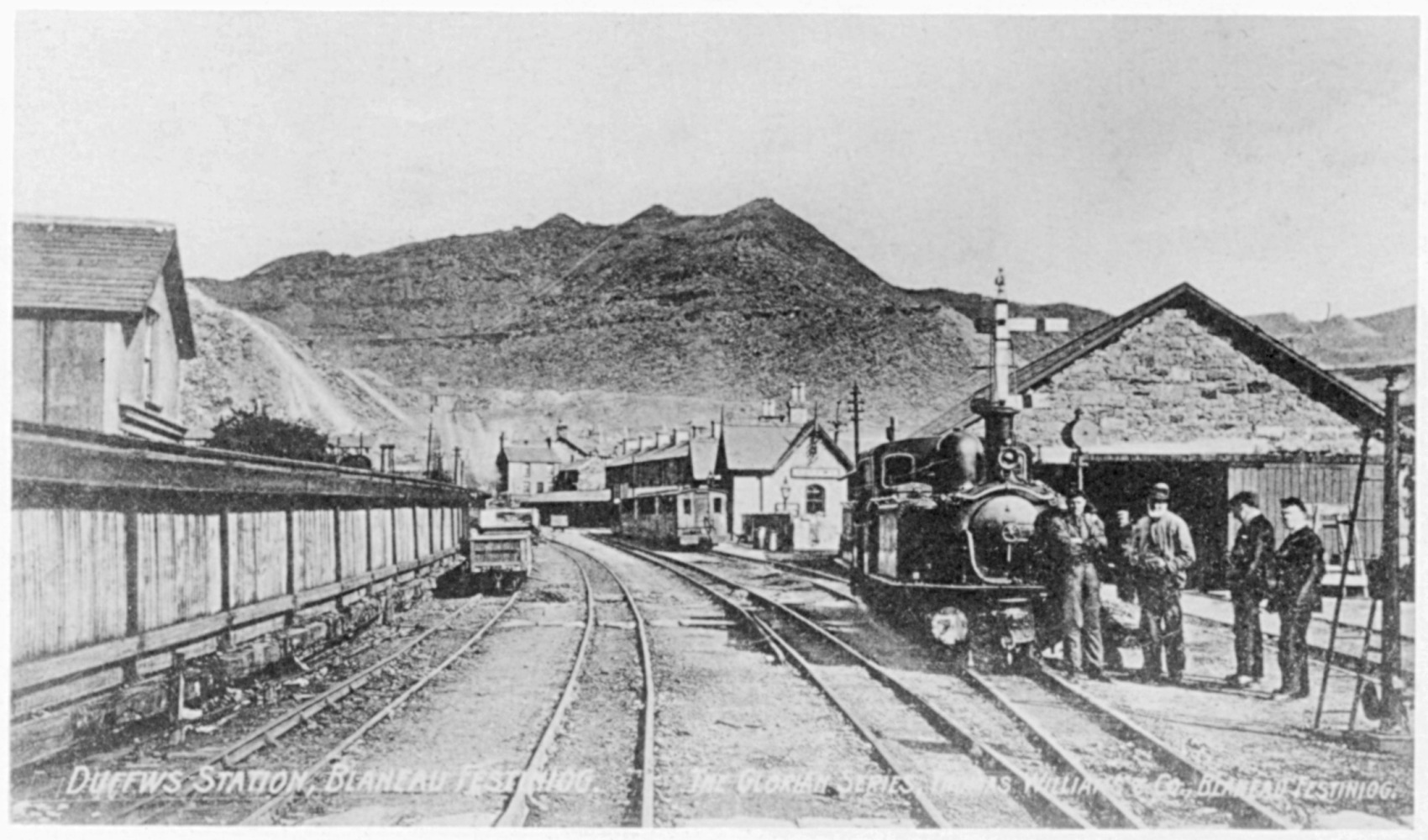
Der Duffws-Bahnhof von Blaenau Ffestiniog um 1900

Die Bahn brachte den Schieferminen um Blaenau Ffestiniog ein zeitgemäßes Transportmittel und den erhofften wirtschaftlichen Aufschwung.
Die Einführung der inzwischen etablierten Dampftraktion wurde bereits nach wenigen Jahren angestrebt, jedoch waren namhafte Experten wie Robert Stephenson der Meinung, dass man keine effizienten Lokomotiven solch kleiner Spurweite bauen könne. Da in den 1850er-Jahren die Konkurrenz in Gestalt neuer Normalspurstrecken nach Wales vorrückte, beauftragte Charles Easton Spooner (James’ Sohn), nunmehr Geschäftsführer des Unternehmens, den Konstrukteur Charles M. Holland (Samuel Hollands Neffen) dennoch damit, eine geeignete Dampflokomotive zu entwickeln. Nach einer Vielzahl verworfener Entwürfe gelangte dieser 1863 zur Konstruktion einer Schlepptenderlokomotive mit Achsfolge B, die den Bedürfnissen der Bahn entsprach und letztendlich in den Hatchham Ironworks von George England realisiert wurde.
Im Juli 1863 wurden die ersten zwei Lokomotiven geliefert, im Januar und März 1864 folgten zwei weitere und 1867 nochmals zwei. Mit ihnen wurde 1865 auch erstmals ein offiziell genehmigter Personenverkehr auf einer Schmalspurbahn aufgenommen. Der Personentransport auf Eisenbahnen mit Spurweiten kleiner als die Normalspur war bis dahin verboten gewesen, auch wenn historischen Berichten zufolge vereinzelt Personen befördert worden waren. Die Umstellung auf Lokomotivbetrieb war ein voller Erfolg, im Wesentlichen in der rascheren Bergfahrt der Leerwagenzüge begründet. Der Fahrplan sah nun einen zweistündigen Takt in beiden Richtungen vor, talwärts fahrende Züge, einschließlich der Personenwagen, rollten weiterhin in Sektionen zerlegt und mit Bremsern besetzt per Schwerkraft zu Tal, gefolgt von der alleine laufenden Lokomotive. Diese Praxis wurde aber schon nach kurzer Zeit aufgegeben, von einer Lokomotive zu Tal gezogene Güterzüge mit Personenbeförderung, ab 1893 mit Vakuumbremsen ausgestattet, wurden zum Standard. Die Schiefertransporte wurden hingegen noch bis 1939 in Ganzzügen mittels Schwerkraft nach Porthmadog gebracht.
Die eingleisige Strecke stand dem weiteren Verkehrsanstieg im Wege und der zweigleisige Ausbau der Bahn wurde daher 1869 genehmigt. Anstelle des höchst kostenintensiven Ausbaus der Strecke setzte man jedoch auf stärkere Lokomotiven. 1870 wurde die erste der von Robert Francis Fairlie konstruierten Lokomotiven der Bauart Fairlie mit Drehgestellen geliefert, die alleine im Stande war, mehr als die doppelte Leistung einer herkömmlichen Lokomotive zu erbringen. Bis 1886 wurden fünf Maschinen nach Fairlies Patent gebaut. Der steigenden Nachfrage Rechnung tragend wurde auch in den Wagenpark des Personenverkehrs investiert, so war die Ffestiniog Railway die erste Bahngesellschaft der Britischen Inseln, die vierachsige Reisezugwagen mit Drehgestellen anschaffte. Auch gehörten diese Wagen, von denen noch einige museal erhalten sind, zu den ersten weltweit mit Stahlrahmen.
Neben Artikeln in eisenbahntechnischen Fachzeitschriften verschafften auch Besuche internationaler Kommissionen der Schmalspurbahn einen hohen Bekanntheitsgrad in Fachkreisen. Auf der Ffestiniog Railway wurde der Beweis erbracht, dass auch Bahnen mit einer Spurweite, die deutlich kleiner als die Normalspur ist, in der Lage sind, Transportaufgaben als vollwertiger Verkehrsträger zu erfüllen. Inspiriert vom Erfolg dieser Bahn wurden daher in den folgenden Jahrzehnten weltweit Bahnen auf schmaler Spur errichtet.

### Niedergang im 20. Jahrhundert

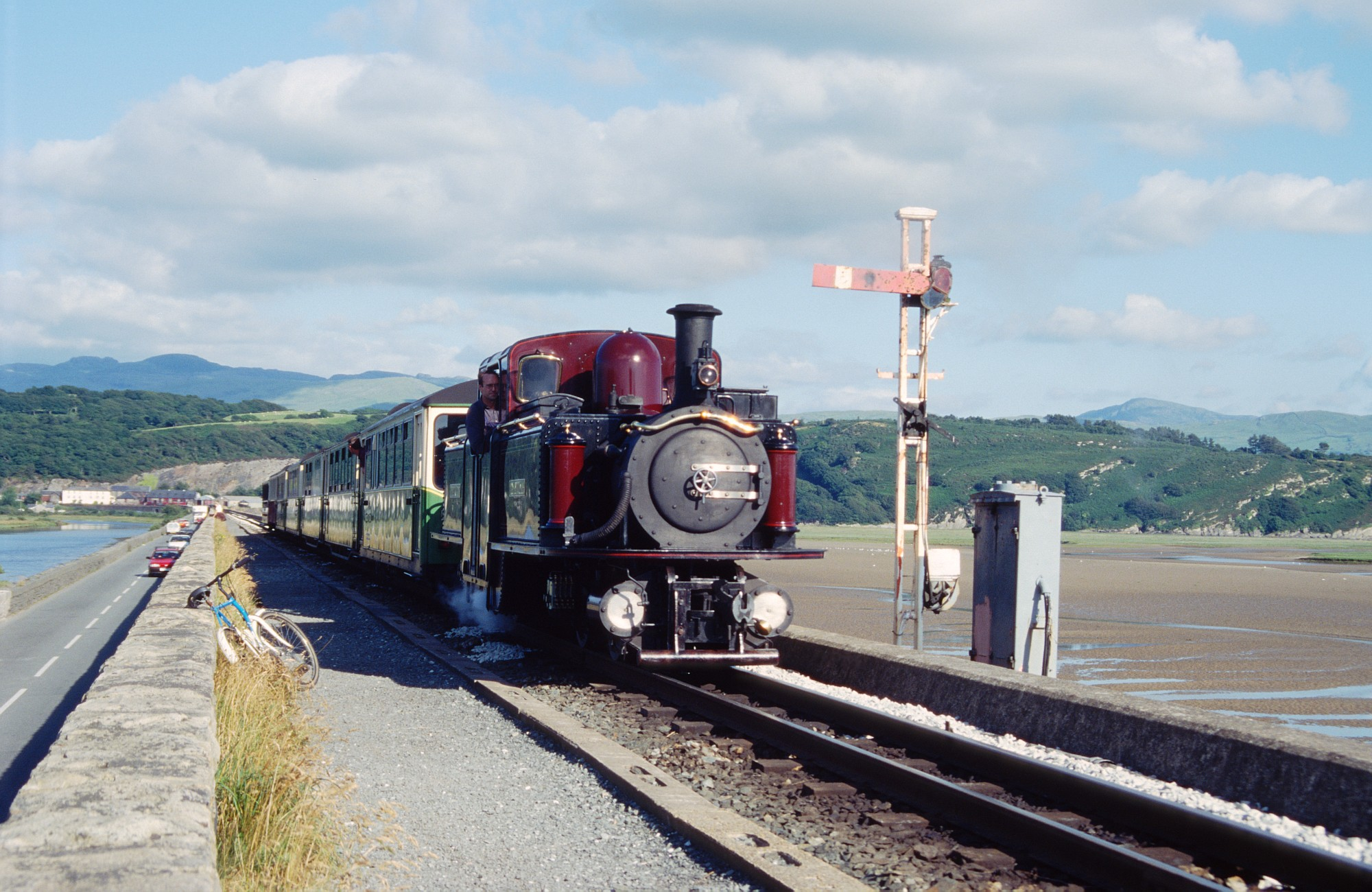
Auf dem Damm über den Afon Glaslyn: Ein Personenzug, gezogen von der Double Fairlie Merddin Emris, nähert sich Porthmadog Harbour

Mit der Fertigstellung der konkurrierenden Normalspurstrecken der London and North Western Railway und der Great Western Railway nach Blaenau Ffestiniog in den 1870er-Jahren verlor die Ffestiniog Railway ihre Monopolstellung im Schiefertransport. Zugleich brachten diese Bahnlinien aber erstmals eine nennenswerte Zahl von Touristen in die Region, die von nun an zu einer immer bedeutenderen Einnahmequelle für die Schmalspurbahn werden sollten. Der Ausfall von Exporten während des Ersten Weltkriegs, die Verbreitung moderner Dachmaterialien ab den 1920er-Jahren und Streiks, die die Schieferindustrie lahmlegten, verursachten einen starken Rückgang im Güterverkehr.
Bei der Neuordnung des britischen Eisenbahnwesens im Jahr 1923 blieb die FR als eine der wenigen kleinen Bahngesellschaften unabhängig. Ebenfalls 1923 wurde in Porthmadog eine Verbindung mit der neuen Welsh Highland Railway hergestellt. Nach deren Konkurs im Jahr 1933 wurde diese von der FR übernommen, die langen Fahrzeiten über die Gesamtstrecke und der noch bescheidene Tourismus in der Region ließen die erhofften Passagierzahlen im Ausflugsverkehr nicht zustande kommen. 1937 musste daher der Betrieb auf der Welsh Highland Railway eingestellt werden.
Der Ausbruch des Zweiten Weltkrieges führte zu einem abrupten Ende des Ausflugsverkehrs und so fuhr am 15. September 1939 der letzte Personenzug. Schiefer wurde noch weiter in bescheidenem Ausmaß zu Tal befördert. Hoffnungen, der Güterverkehr würde sich nach Ende des Krieges wieder erholen, erfüllten sich nicht, die Bergbaubetriebe waren inzwischen auch vermehrt auf den Straßentransport abgewandert. Am 1. August 1946 fuhr somit der letzte Güterzug auf der Ffestiniog Railway. Eine Verstaatlichung und Übernahme in die 1948 gegründete British Rail erfolgte nicht mehr.

### Renaissance als Touristenattraktion

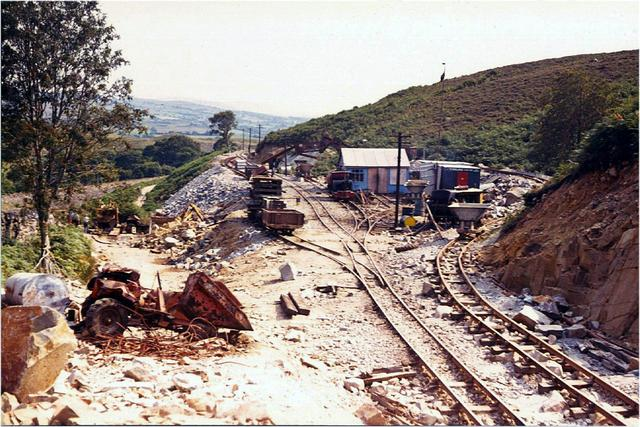
Wiederaufbau bei Dduallt, 1976

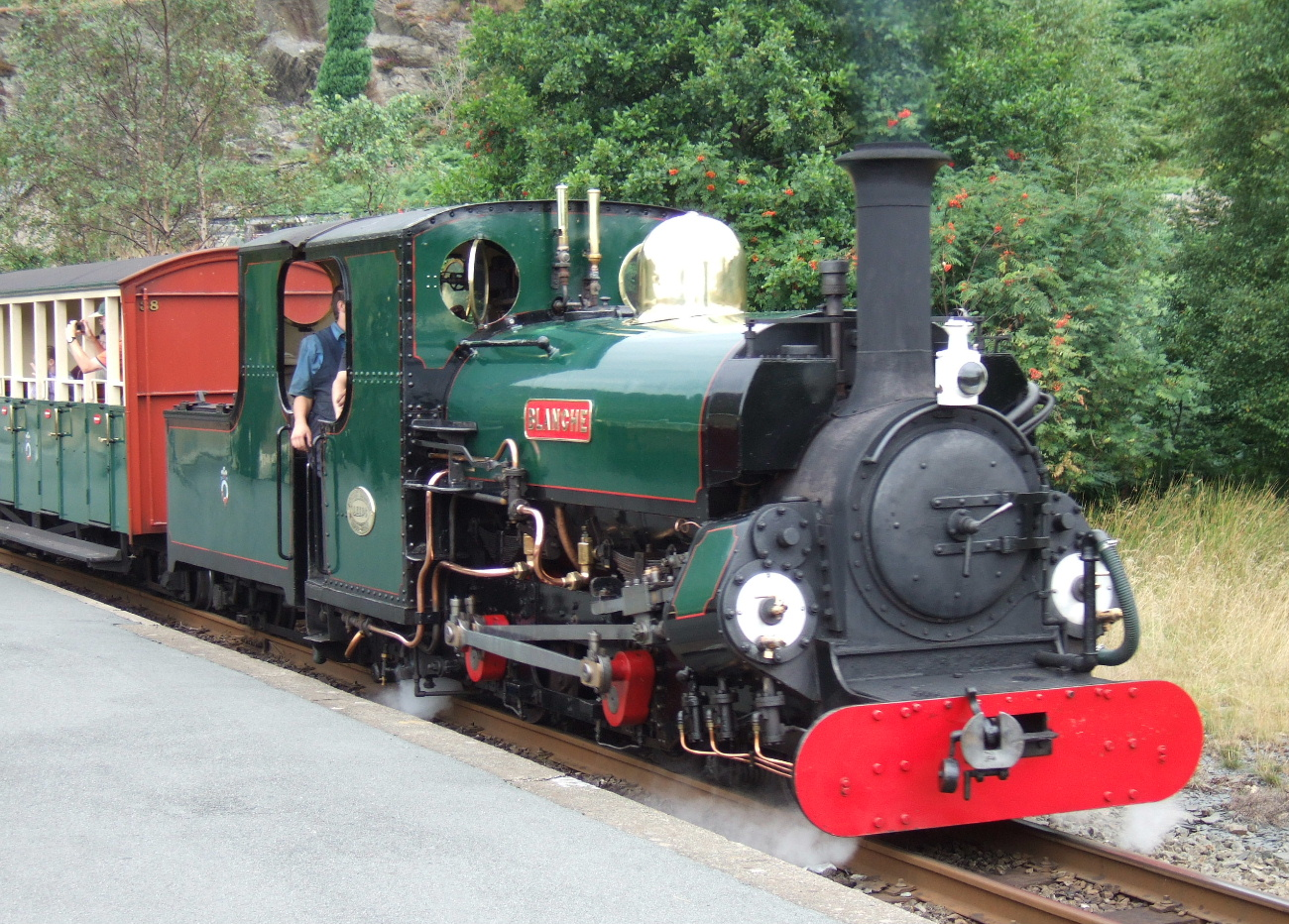
Blanche wurde in den 1960ern erworben

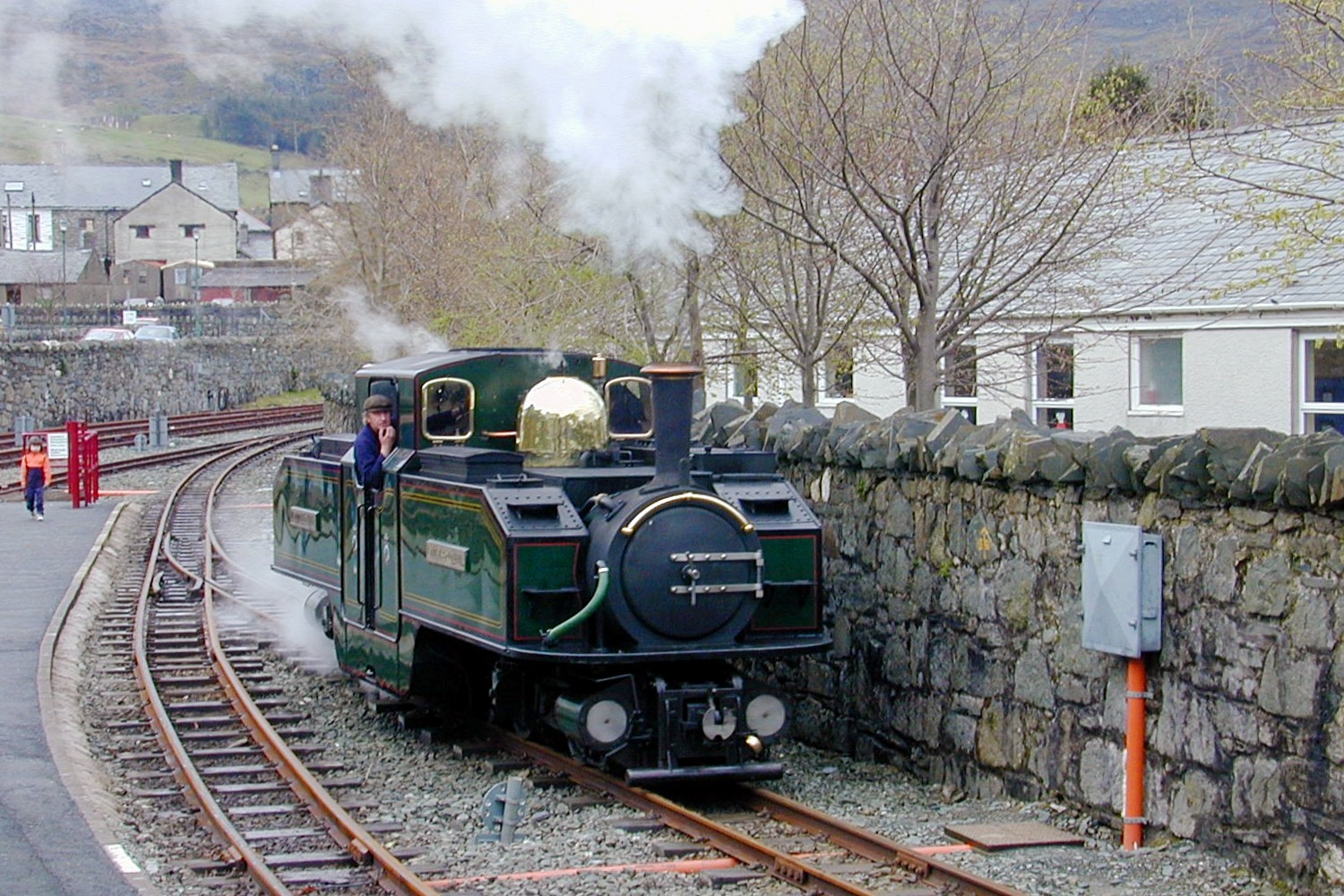
Double Fairlie Earl of Merioneth (Baujahr 1979) in Blaenau Ffestiniog

Die Konzession von 1832 enthielt keine Vorgaben zu einer allfälligen Betriebsstilllegung oder Abtragung der Strecke. Das Unternehmen wurde nicht aufgelöst, der Betrieb ruhte und Fahrzeuge, Immobilien und Gleise waren dem Verfall, Vandalismus und Souvenirjägern preisgegeben.
1951 fand in Bristol ein erstes Treffen von Eisenbahnfreunden statt, die an einer Wiederinbetriebnahme der Bahn interessiert waren. Bis 1954 gelang es Alan Pegler (später bekannt für die Rettung der A3 Flying Scotsman) eine Mehrheitsbeteiligung an der Bahngesellschaft zu erwerben und an eine gemeinnützige Stiftung, den Ffestiniog Railway Trust, zu übergeben. Im September desselben Jahres wurde mit einer kleinen Motorlokomotive und einigen Wagen erstmals wieder ein Zug für den Publikumsverkehr in Betrieb gesetzt, vorerst nur zwischen dem Hafenbahnhof in Porthmadog und Boston Lodge. Ein Jahr später wurde mit „The Prince“ die erste Dampflokomotive reaktiviert, weitere Lokomotiven und Wagen folgten. Zu Ostern 1957 war die Strecke bis Penrhyn wieder befahrbar, 1958 bis Tan-y-Bwlch, etwa in Streckenmitte gelegen.
Der Betrieb wird seit dem Neubeginn nur mit einer kleinen Zahl von festen Angestellten, einem ehrenamtlichen Vorstand und zahlreichen freiwilligen Helfern geführt. Die Idee, dass eine Eisenbahnstrecke von Amateuren an Stelle von Berufseisenbahnern betrieben werde, im deutschen Sprachraum weitgehend unter dem Begriff Museumsbahn bekannt, war damals noch so gut wie unbekannt, wenn nicht sogar unvorstellbar. Erst 1950 war mit der benachbarten Talyllyn Railway der erste Bahnbetrieb dieser Art weltweit eröffnet worden. Entsprechend schwierig war es für die Betreiber daher in den ersten Jahren auf Akzeptanz und Kooperationsbereitschaft bei Behörden und Institutionen zu stoßen. Besonders ein 1954 beschlossenes Kraftwerksprojekt der British Electricity Authority bei Tanygrisiau, das nach Enteignung der Bahn errichtet wurde, stand für viele Jahre einer Verlängerung nach Blaenau Ffestiniog im Weg, da ein Teil der Trasse und der Moelwyn-Tunnel in einem Stausee versunken waren.
Weiterhin bestrebt, die Strecke vollständig zu reaktivieren, klagte die Bahn auf Schadenersatz und eröffnete unbeirrt 1968 den nächsten Streckenabschnitt bis Dduallt. Von hier an wurde zwischen 1965 und 1978 weitgehend von Freiwilligen eine drei Kilometer lange Neubaustrecke im felsigen Gelände oberhalb des Stausees errichtet, inklusive der Dduallt spiral – der einzigen Kreiskehrschleife der britischen Inseln – und des neuen, 262 m langen, im bergmännischen Vortrieb errichteten Moelwyn-Tunnels. Das Projekt gilt in seiner Gesamtheit als das umfangreichste in ehrenamtlicher Tätigkeit errichtete Bauvorhaben in Europa und wurde hauptsächlich mit Spenden, Fördergeldern und Krediten finanziert. 1971, nach 18 Jahren Prozessdauer, erhielt die Bahngesellschaft ihren Anspruch auf Schadenersatz bestätigt und für den Geschäftsausfall eine Summe von £ 106.000,- zugesprochen.
1978 war der Anschluss an die ursprüngliche Trasse bei Tanygrisiau wiederhergestellt. Da im folgenden, bereits innerhalb des Siedlungsgebietes von Blaenau Ffestiniog gelegenen und vergleichsweise kurzen Streckenabschnitt mehrere Brücken erneuert werden mussten und die finanzielle Situation nach Errichtung der Neubaustrecke angespannt war, wurde erst im Mai 1981 mit Glan-y-Pwll das Depot der Bahn in Blaenau Ffestiniog erreicht. Ein Jahr später, am 25. Mai 1982 – 150 Jahre nach der Gründung – erreichte schließlich der erste Zug den neuen, gemeinsam mit der Staatsbahn genutzten Bahnhof Blaenau Ffestiniog, der an Stelle des ehemaligen Bahnhofes der Great Western Railway errichtet wurde.
Nach der Wiedereröffnung widmete sich die Bahngesellschaft einer Vielzahl anderer Projekte, die notwendig geworden waren, um die längere Strecke in eine wirtschaftlich gesicherte Zukunft zu führen. So werden schwächer besetzte Früh- und Abendzüge mit Diesellokomotiven bespannt, dazu wurde auch eine Wagengarnitur zu einem Wendezug auf 600 mm-Spur umgebaut. Bahnübergänge wurden mit automatischen Sicherheitseinrichtungen ausgestattet und die Signalisierung modernisiert. Um dem steigenden Bedarf nachzukommen, wurden in der Betriebswerkstätte in Boston Lodge neue Waggons und Dampflokomotiven gebaut.
Bereits ab den 1970er-Jahren wurden die Dampflokomotiven zur Vermeidung von Bränden durch Funkenflug auf Ölfeuerung umgebaut. Wegen stark gestiegener Treibstoffpreise wurde jedoch im 21. Jahrhundert wieder damit begonnen, auf die billigere Kohlenfeuerung mit nunmehr verbesserten Funkensieben umzurüsten.
Eine erhebliche Wechselbeziehung bestand und besteht auch zur benachbarten, zwischen 1994 und 2010 unter Regie der Ffestiniog Railway Company wieder aufgebauten Welsh Highland Railway. Obwohl zeitweise erhebliche Spannungen mit den ursprünglichen Initiatoren dieses Projektes bestanden, besteht nunmehr ein kooperatives Einvernehmen.

## Streckenbeschreibung

Streckenverlauf

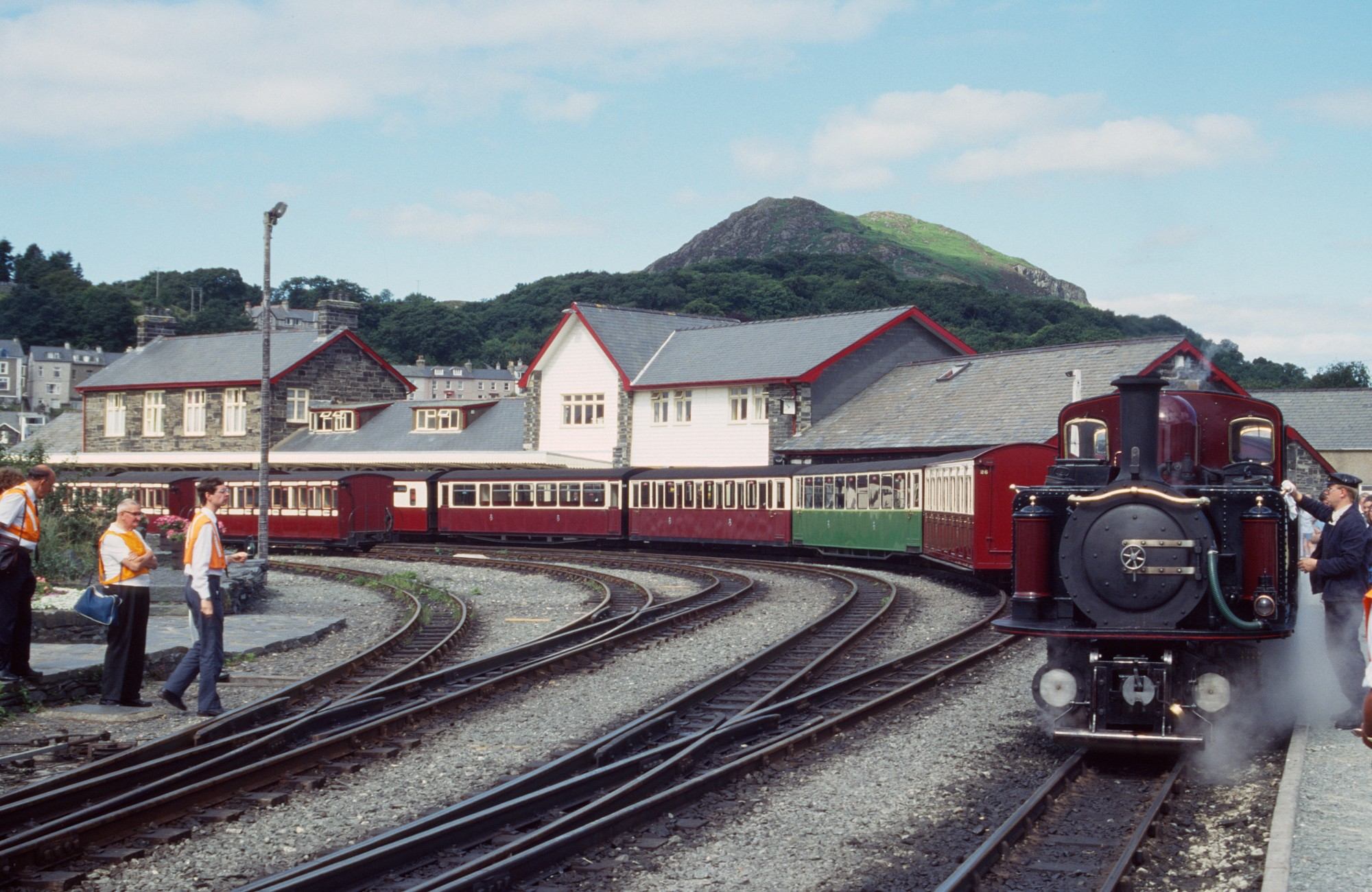
Der Hafenbahnhof in Porthmadog

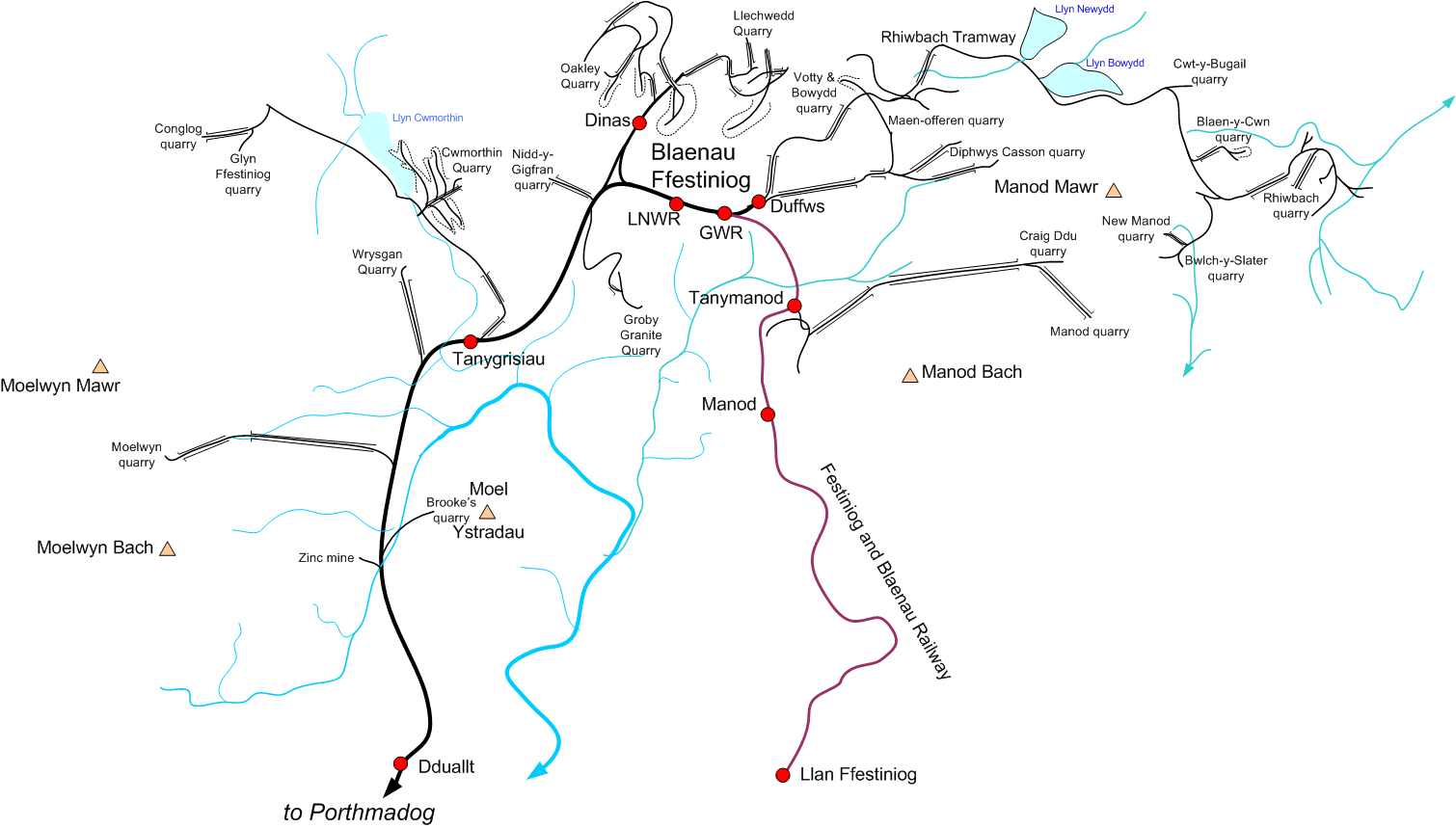
Detailkarte von Blaenau Ffestiniog

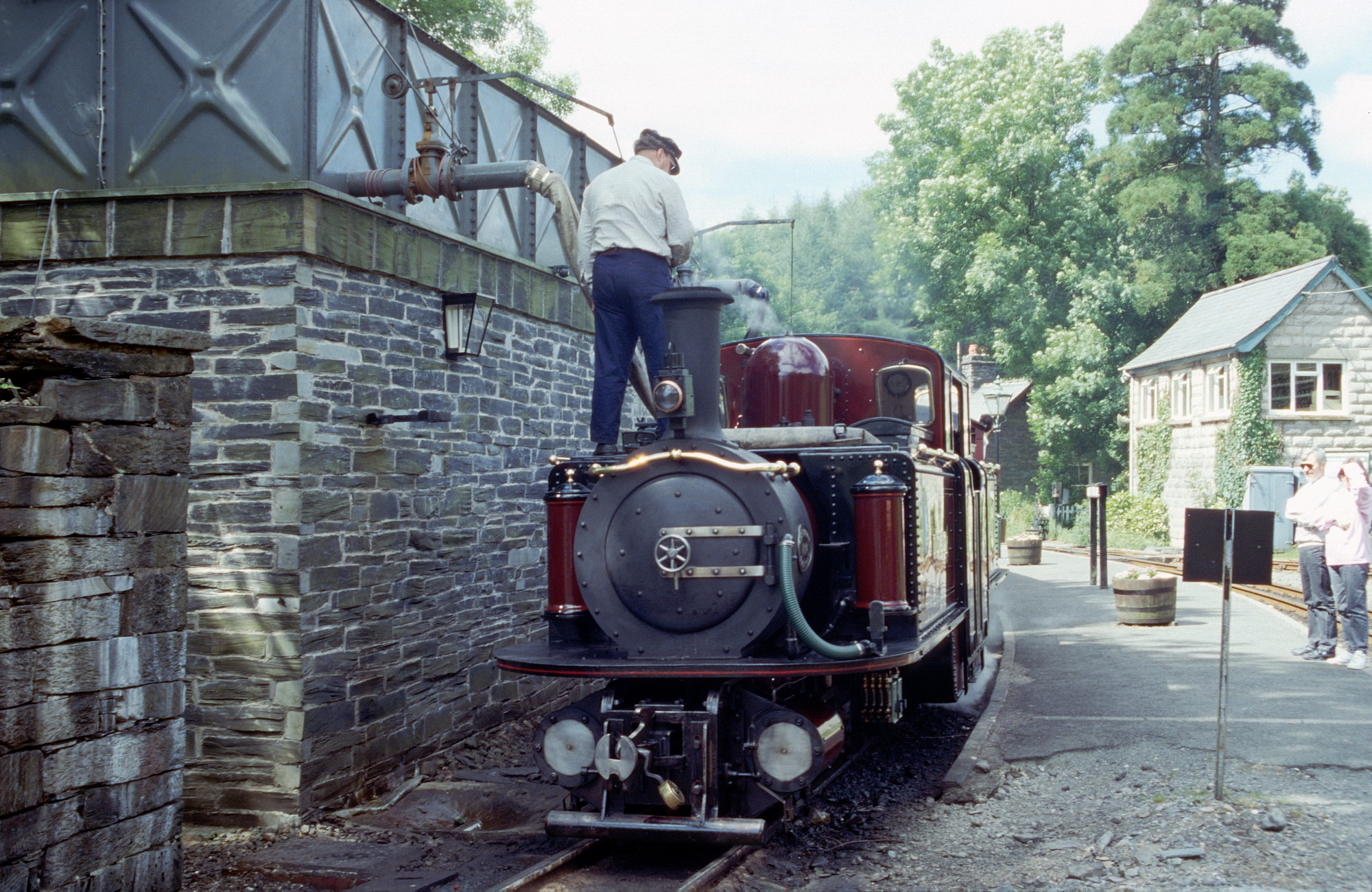
Wasser fassen in Tan-y-Bwlch

Entgegen der ursprünglichen Haupt-Transportrichtung von Berg zu Tal im Güterverkehr, erfolgt die Streckenbeschreibung der Ffestiniog Railway traditionell von Porthmadog in Richtung Blaenau Ffestiniog, so auch in den Fahrplänen, die diese Fahrtrichtung stets als erste nannten.
Ausgangspunkt der Bahn ist der Hafenbahnhof von Porthmadog. Von den ursprünglich umfangreicheren Gleisanlagen verblieben nur die für den Personenverkehr notwendigen erhalten, die Docks wurden aufgegeben und später mit Wohnhäusern verbaut. Das Bahnhofsgebäude, das im Kern aus dem Jahr 1879 stammt, wurde nach Wiederaufnahme des Verkehrs mehrmals erweitert und umgebaut. 2008/2009 wurden Umbauten an den Gleisanlagen vorgenommen, um die Verknüpfung mit der Welsh Highland Railway wiederherzustellen.
Die Ausfahrt des Bahnhofs ist in einem Rechtsbogen gelegen, alle Gleise führen direkt auf den Deich über die Glaslyn-Mündung, den die Bahn auf der gegenüber der Straße höher angelegten, dem Meer zugewandten Seite überquert. Am östlichen Ufer sind die Boston Lodge Works gelegen, Depot und Hauptwerkstätte der Bahn, auf dem Gelände jenes Steinbruches errichtet, der den Bau des Deiches mit Material versorgte. Ab hier verläuft die Strecke weitgehend in nordöstlicher Richtung.
Nach den ersten drei Kilometern ist Minffordd erreicht, der Bahnhof ist Übergangsstation zur normalspurigen Cambrian Line. Der Güterbahnhof zum gegenseitigen Austausch von Fracht findet heute hauptsächlich als Lager für Oberbaumaterial Verwendung. Bei dem Ort Penrhyndeudraeth (Station Penrhyn) erreicht die Bahn das Gebiet des Snowdonia-Nationalparks. Die Strecke verläuft entlang eines bewaldeten Hanges oberhalb des Afon Dwyryd, teils auf massiven steinernen Stützmauern und Dämmen, deren höchster der 19 m hohe Cei Mawr ist, und weiter ins Vale of Ffestiniog. Ab der Haltestelle Plas Halt fährt die Bahn ein Seitental aus, den Fahrgästen eröffnet sich die Aussicht auf den kleinen künstlichen See Llyn Mair. In diesem Abschnitt befand sich zur Zeit der Pferdebahn die Ausweichstation Hafod-y-Llyn. Ab 1873 fanden die Kreuzungshalte in dem günstiger zu den lokalen Straßen gelegenen Bahnhof Tan-y-Bwlch statt, der auch heute noch als fahrplanmäßige Kreuzungsstation Verwendung findet. Von 1958 bis 1968 endeten die Züge hier.

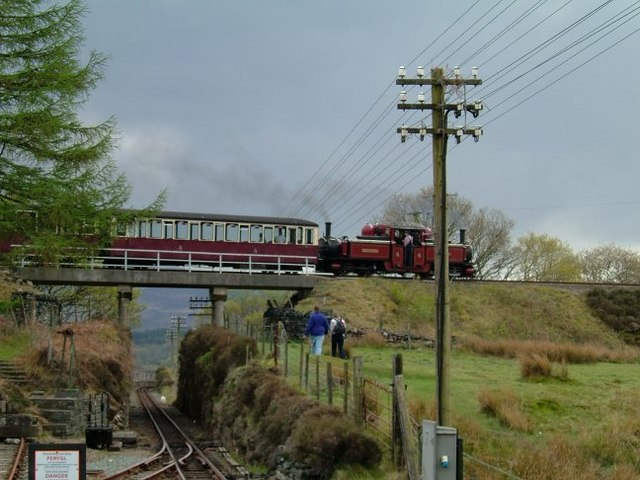
Zug in der Kehrschleife von Dduallt

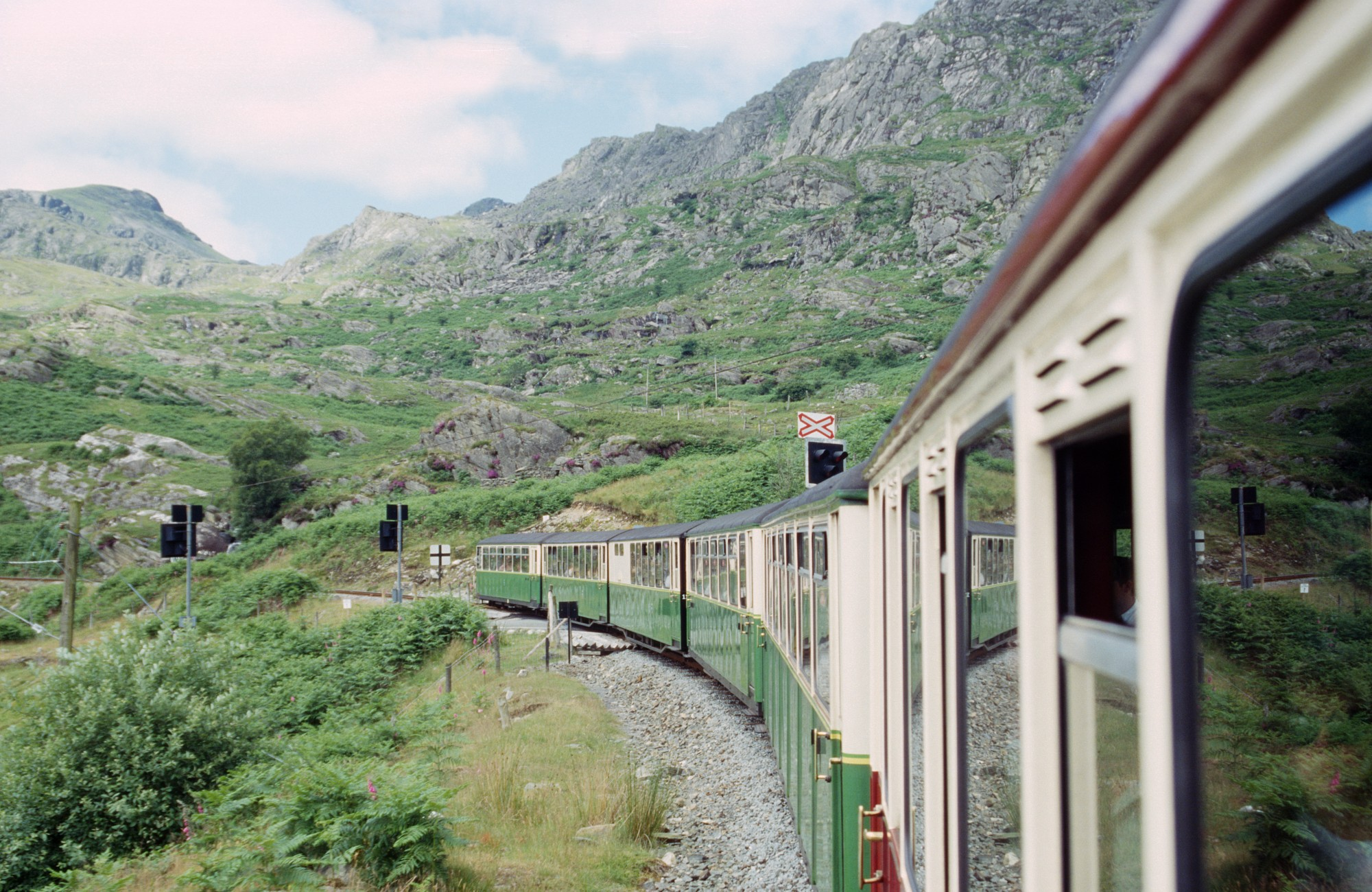
Blick zurück auf der Neubaustrecke oberhalb des Tanygrisiau-Stausees

Die Strecke wendet sich nun wieder dem Vale of Ffestiniog zu und durchfährt den 55 m langen Garnedd-Tunnel, der mit seinem Querschnitt das Lichtraumprofil der Bahn bestimmt. Der Waldbestand nimmt nun merklich ab, in offenerem Gelände ist bereits die Station Dduallt gelegen. Während die ursprüngliche Linienführung in nördlicher Richtung verlief, setzt die von Freiwilligen errichtete Neubaustrecke noch im Bahnhof zu einem engen Rechtsbogen an und quert nach einer Halbdrehung das kurz zuvor befahrene Streckengleis auf einer Brücke. Nach vollendeter Kreisdrehung befindet sich der Zug am Hang oberhalb der Station und fährt parallel zur alten Strecke weiter und kurz darauf durch den neuen Moelwyn-Tunnel. Nun weiter am Ufer des Tanygrisiau-Stausees entlang, liegt die Trasse in felsigem Gelände, nach der ebenfalls in Neulage errichteten Station Tanygrisiau stößt das Gleis wieder auf die ursprüngliche Trasse.
Weiter zwischen den ersten Häusern von Blaenau Ffestiniog hindurch verläuft das Gleis nun in östlicher Richtung bis Glan-y-Pwll, dem oberen Depot der Bahn. Die ursprüngliche Hauptstrecke verlief ab hier weiter nach Norden bis zum Bahnhof Dinas, wo die beladenen Loren mittels Schrägaufzügen aus den Schiefersteinbrüchen herunter befördert wurden. In Glan-y-Pwll zweigte eine Strecke nach Süden ab, die am Bahnhof Duffws endete, die Fracht wurde auch hier wie in Dinas mit Schrägaufzügen zugeführt. Die ersten Personenzüge endeten 1865 noch in Dinas, ab 1866 wurden beide Bahnhöfe abwechselnd bedient und ab 1870 endeten alle Personenzüge in Duffws. Am südlichen Ast wurden die Übergangsstationen zu den Normalspurstrecken der London and North Western Railway und der Great Western Railway angelegt, die beide in eigenen Kopfbahnhöfen endeten und erst 1964 miteinander verbunden wurden, nachdem ein Teilstück der bereits 1961 eingestellten südlichen Strecke als Zubringer zum Kernkraftwerk Trawsfynydd reaktiviert wurde. Zwischen 1868 und 1883 zweigte vor Duffws die schmalspurige Festiniog and Blaenau Railway ab, die als Zubringer von Steinbrüchen bei Tanymanod und dem Ort Llan Ffestiniog diente. Auf der Trasse dieser Bahn wurde ab 1882 die Normalspurstrecke der Great Western Railway errichtet.
Der 1982 eröffnete gemeinsame Bahnhof Blaenau Ffestiniog von Ffestiniog Railway und der Conwy Valley Line der British Rail (heute Arriva Trains Wales) wurde an Stelle des ursprünglichen Great-Western-Bahnhofes angelegt. Die Fortsetzung zum Bahnhof Duffws und der Zweig nach Dinas existieren heute nicht mehr.

## Bedeutung für den Tourismus

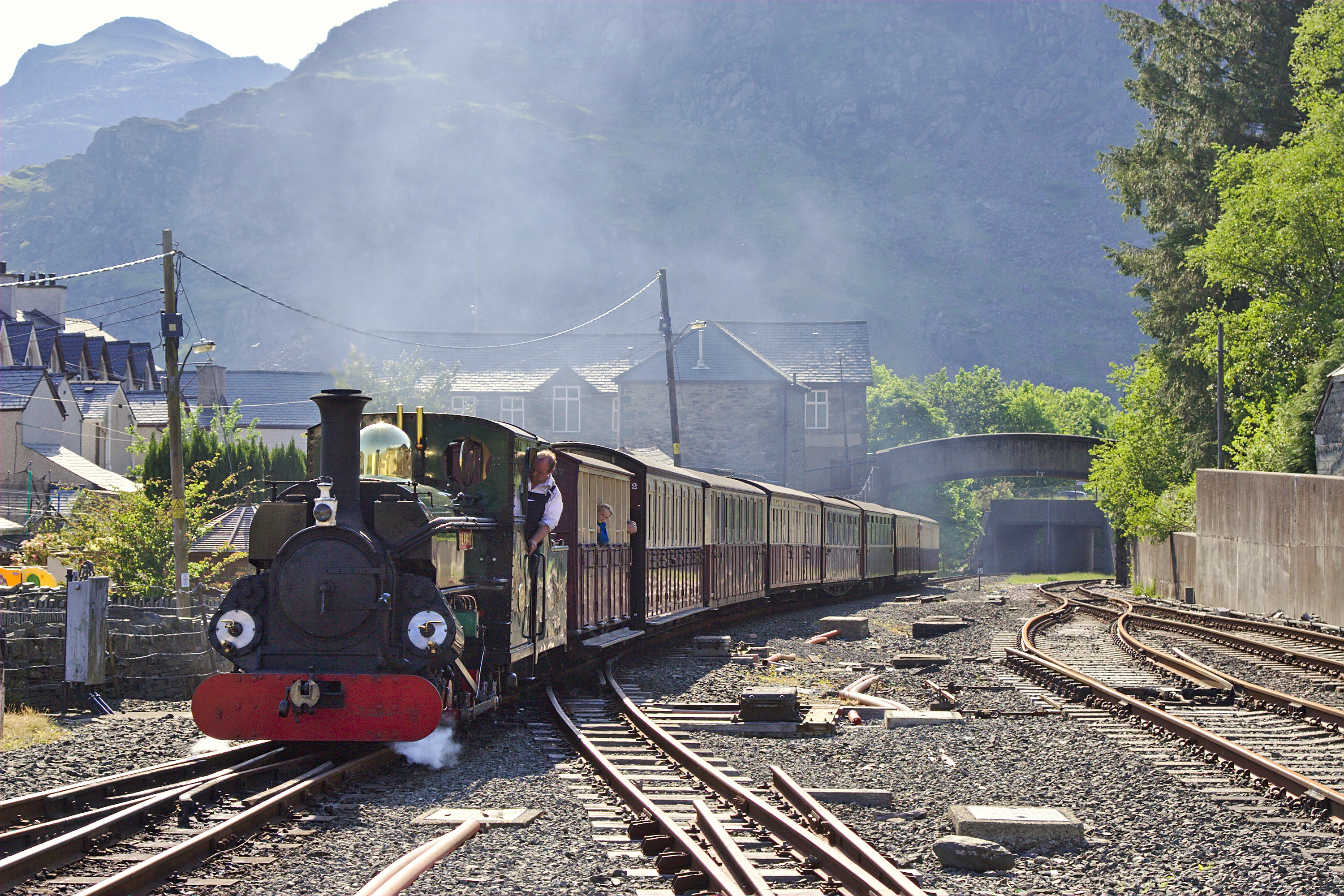
Ein Zug mit Blanche erreicht Blaenau Ffestiniog

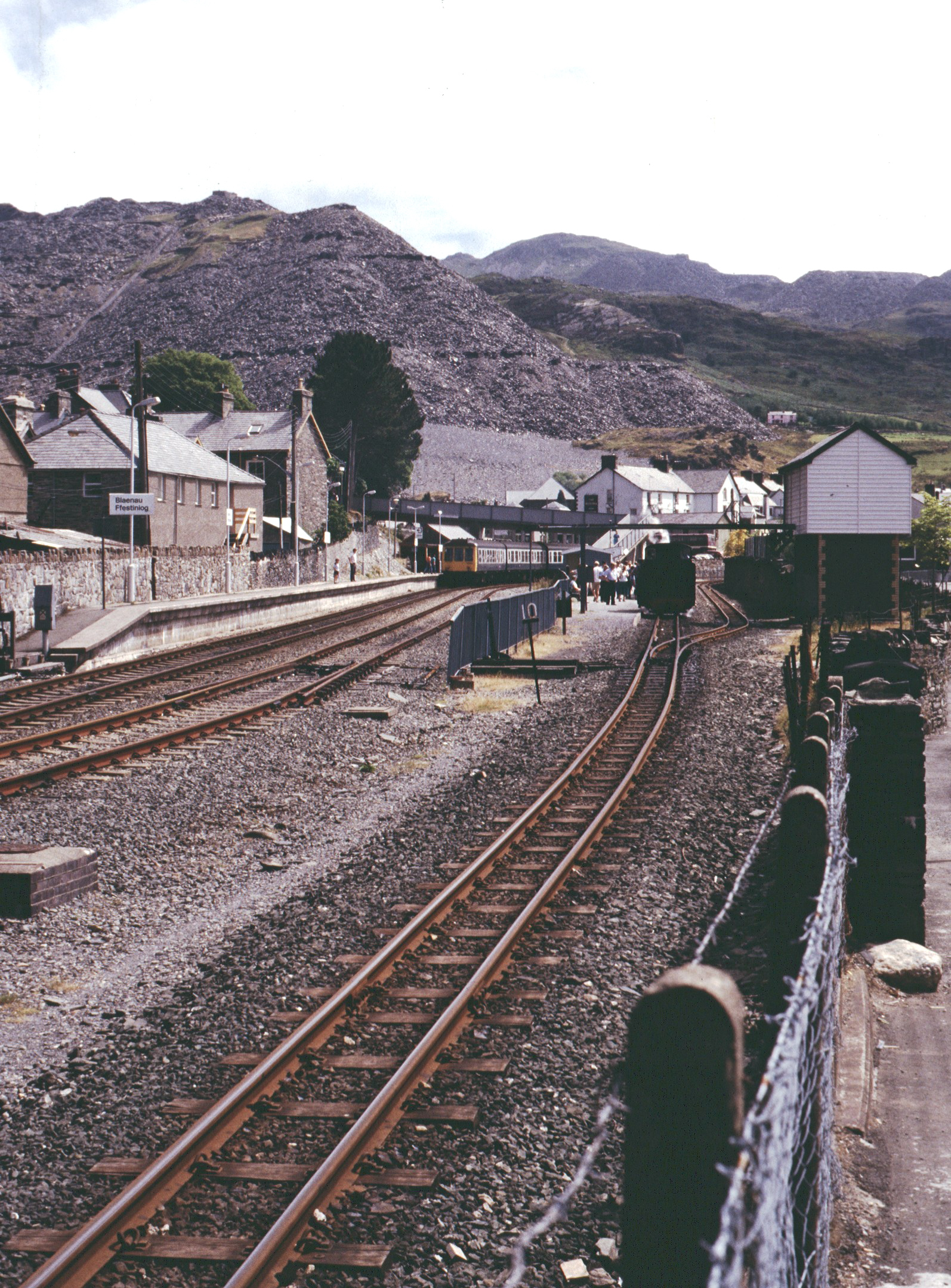
Im Endbahnhof Blaenau Ffestiniog treffen zwei Spurweiten aufeinander, links ein regelspuriger Zug von British Rail (1989)

Erste Hinweise auf eine touristische Nutzung der Schmalspurbahn findet man schon in einem Reiseführer der London and North Western Railway aus dem Jahr 1876. Eine wirtschaftlich relevante Bedeutung für das Unternehmen erlangte der Tourismus aber erst in der Zwischenkriegszeit des 20. Jahrhunderts. Mit dem Niedergang des Güterverkehrs wurde er zu einem der wichtigsten Unternehmenszweige und dessen Ausbleiben mit Ausbruch des Zweiten Weltkrieges führte zur Einstellung des Betriebes. Das ab den 1950er-Jahren wieder erstandene Unternehmen ist seinem Wesen als Heritage Railway (der britischen Entsprechung des Begriffes „Museumsbahn“) entsprechend, vollständig auf touristische Fahrgäste ausgerichtet.
Heute ist die Ffestiniog Railway in sämtlichen Rankings walisischer Sehenswürdigkeiten in Spitzenpositionen vertreten. Die Bedeutung der Bahn für den Tourismus in Wales wurde von relevanten Institutionen wie dem Wales Tourist Board mehrfach in Form von Förderpreisen und finanziellen Zuwendungen anerkannt.
Dem touristischen Charakter des Betriebes Folge leistend, wurde in den 1960er-Jahren das Reisebüro Ffestiniog Travel gegründet, spezialisiert auf Gruppenreisen zu Reisezielen für Eisenbahnfreunde.
Die Eisenbahn ist Mitglied der Great Little Trains of Wales.